# Alfa Romeo Tipo 308
Alfa Romeo Tipo 308, także Alfa Romeo 8C-308 – samochód Grand Prix, zaprojektowany przez Gioacchino Colombo i skonstruowany przez Alfę Romeo. Zadebiutował w sezonie 1938.

## Historia
W 1938 roku w życie wchodziły nowe przepisy, w myśl których pojemność silników została ograniczona do 3 litrów. Alfa Romeo postanowiła skonstruować trzy różne modele, wszystkie z niezależnym zawieszeniem. Były to modele 308, 312 i 316.
Model 308 był rozwinięciem klasycznego ośmiocylindrowego modelu 8C-35 projektu Vittorio Jano. Średnica cylindra w ostatecznej wersji została zwiększona z 68 do 69 mm, co zwiększyło pojemność silnika z 2905 do 2994 cm³. Nadwozie opierało się na modelach 8C-35 i 12C-36. Zmieniono położenie zbiornika paliwa, co poprawiło rozkład masy i prowadzenie.
Samochód zadebiutował w Grand Prix Pau 1938, gdzie jednakże doszło do wycieku paliwa, będącego przyczyną wypadku. Wskutek tego wypadku Tazio Nuvolari odszedł z Alfa Romeo. Później najprawdopodobniej samochody zostały wypożyczone Piero Dusio i Renato Balestrero. Carlo Maria Pintacuda natomiast wygrał tym modelem Grand Prix Rio de Janeiro (ten egzemplarz został później sprzedany i pozostał w Ameryce Południowej). W 1938 roku Raymond Sommer prawdopodobnie kupił samochód. Podczas Grand Prix Francji 1939 dwa modele 308 zostały zgłoszone przez Christiana Kautza.
Egzemplarza o oznaczeniu AC 79, którym prawdopodobnie ścigał się Pintacuda, używali później Chico Landi i Henrique Casini, a Landi sprzedał ten egzemplarz w 1948 roku. Pod koniec 1949 roku samochód został wypożyczony Antonio Fernandezowi, który go poważnie uszkodził. Około 1956 roku Casini odbudował samochód i umieścił w nim silnik Cadillaka. Następnie właścicielami byli Colin Crabbe i Julian Mazjub.
Właścicielem egzemplarz AC 78 był Bellini Caviglia. Model ten pod koniec 1938 roku przybył do Montevideo, po czym zakupił go Italo de Luca. W latach 1939–1942 ścigali się nim Ricardo Nasi, Ricardo Carú i José Canziani. W 1946 roku Oscar Gálvez, wspólnie z Julio Rosso i Ernesto Petrinim, zakupił egzemplarz, po czym w latach 1947–1951 ścigał się nim. Następnie sprzedał go ACA, który przekazał go Juanowi Manuelowi Fangio. Samochodem ścigał się także Manuel de Teffé. Obecnie pojazd znajduje się w Museo Juan Manuel Fangio.
Trzeciego egzemplarza po II wojnie światowej używał Raymond Sommer, wypożyczający go od Alfa Corse. Samochodem tym ścigali się także Jean-Pierre Wimille, Raph i Jaime Neves.
Model 308 był także używany w wyścigu Indianapolis 500. W 1946 roku Louis Durant zajął nim szóste miejsce.

## Wyniki w Mistrzostwach Europy
| Punktacja mistrzostw Europy AIACR | Punktacja mistrzostw Europy AIACR    | Punktacja mistrzostw Europy AIACR |
| Kolor                             | Rezultat                             | Punkty                            |
| --------------------------------- | ------------------------------------ | --------------------------------- |
| Złoty                             | Zwycięzca                            | 1                                 |
| Srebrny                           | 2 miejsce                            | 2                                 |
| Brązowy                           | 3 miejsce                            | 3                                 |
| Zielony                           | Przynajmniej 75% rezultatu zwycięzcy | 4                                 |
| Niebieski                         | 50%-75% rezultatu zwycięzcy          | 5                                 |
| Fioletowy                         | 25%-50% rezultatu zwycięzcy          | 6                                 |
| Czerwony                          | Poniżej 25% rezultatu zwycięzcy      | 7                                 |
| Czarny                            | Zdyskwalifikowany                    | 8                                 |
| Biały                             | Nie brał udziału                     | 8                                 |

| Sezon | Zespół            | Kierowcy          | Wyniki w poszczególnych eliminacjach | Wyniki w poszczególnych eliminacjach | Wyniki w poszczególnych eliminacjach | Wyniki w poszczególnych eliminacjach | Wyniki kierowców | Wyniki kierowców |
| 1938  |                   |                   | Francja                              | III Rzesza                           | Szwajcaria                           |                                      | Pkt.             | Msc.             |
| ----- | ----------------- | ----------------- | ------------------------------------ | ------------------------------------ | ------------------------------------ | ------------------------------------ | ---------------- | ---------------- |
| 1938  | Renato Balestrero | Renato Balestrero | -                                    | 7                                    | -                                    | -                                    | 28               | 14               |
| 1938  | Renato Balestrero | Vittorio Belmondo | -                                    | -                                    | -                                    | NU                                   | 30               | 26               |
| 1938  | Scuderia Torino   | Piero Taruffi     | -                                    | -                                    | 6                                    | -                                    | 4 (26)           | 12               |
| 1938  | Scuderia Torino   | Pietro Ghersi     | -                                    | -                                    | -                                    | 5                                    | 4 (24)           | 9                |
| 1939  |                   |                   | Belgia                               | Francja                              | III Rzesza                           | Szwajcaria                           | Pkt.             | Msc.             |
| 1939  | Raymond Sommer    | Raymond Sommer    | 4                                    | 5                                    | NU                                   | -                                    | 23               | 9                |
| 1939  | Christian Kautz   | Luigi Chinetti    | -                                    | 8                                    | -                                    | -                                    | 28               | 16               |
| 1939  | Christian Kautz   | Yves Matra        | -                                    | NU                                   | -                                    | -                                    | 30               | 28               |